# 528997 Tanakatakenori
528997 Tanakatakenori è un asteroide della fascia principale. Scoperto nel 2009, presenta un'orbita caratterizzata da un semiasse maggiore pari a 3,0626941 au e da un'eccentricità di 0,2003471, inclinata di 5,70049° rispetto all'eclittica.